# 尖峰蟲屬
尖峰蟲（學名:Jianfengia）是一屬已滅絕的節肢動物，生存於寒武紀第三期，發現於中國的澄江生物群。

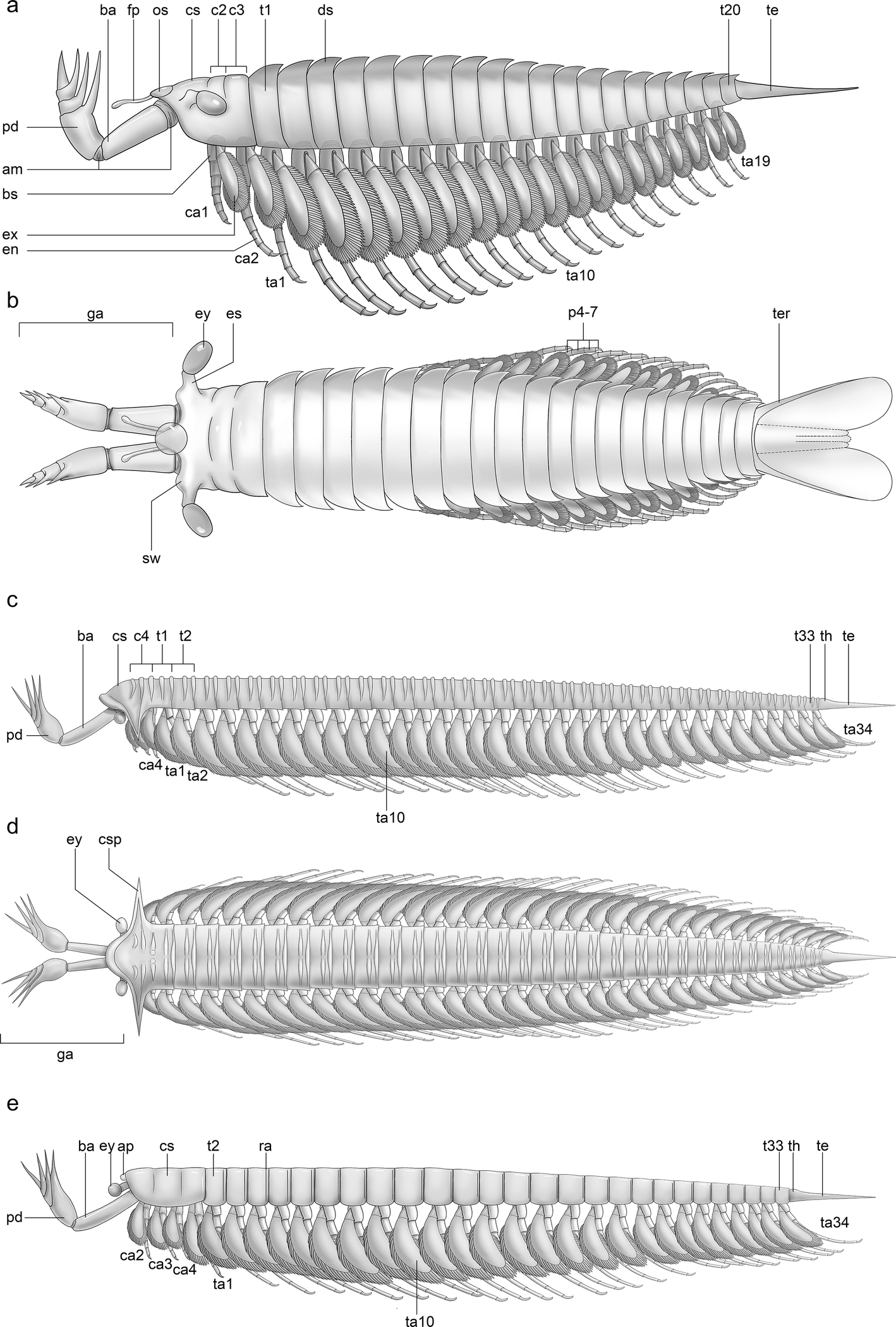
強鉗蟲屬（上）、Sklerolibyon（中）、尖峰蟲（下）

## 下属物种
本属包括以下物种：
- 多節尖峰蟲 Jianfengia multisegmentalis (Hou, 1987)[2]